# Мілобендзин
Мілобендзин (пол. Miłobędzyn) — село в Польщі, у гміні Серпць Серпецького повіту Мазовецького воєводства.
Населення — 322 особи (2011).
У 1975-1998 роках село належало до Плоцького воєводства.

## Демографія
Демографічна структура станом на 31 березня 2011 року:
|          | Загалом | Допрацездатний вік | Працездатний вік | Постпрацездатний вік |
| -------- | ------- | ------------------ | ---------------- | -------------------- |
| Чоловіки | 152     | 30                 | 108              | 14                   |
| Жінки    | 170     | 38                 | 102              | 30                   |
| Разом    | 322     | 68                 | 210              | 44                   |